# Шерпур (город, Богра)
Шерпур (бенг. শেরপুর, англ. Sherpur) — город на севере Бангладеш, административный центр одноимённого подокруга. Площадь города равна 6,74 км². По данным переписи 2001 года, в городе проживало 22 352 человека, из которых мужчины составляли 50,68 %, женщины — соответственно 49,32 %. Плотность населения равнялась 3316 чел. на 1 км². Уровень грамотности населения составлял 55,1 % (при среднем по Бангладеш показателе 43,1 %). 